# Anamoose (Dakota Północna)
Anamoose – miasto w Stanach Zjednoczonych, w stanie Dakota Północna, w hrabstwie McHenry.